# Irish Football Association
Irish Football Association – ogólnokrajowy związek sportowy działający na terenie Irlandii Północnej, będący jedynym prawnym reprezentantem północnoirlandzkiej piłki nożnej, zarówno mężczyzn, jak i kobiet, we wszystkich kategoriach wiekowych w kraju i za granicą. Został założony w 1880 roku; w 1911 roku przystąpił do FIFA; w 1954 do UEFA. Początkowo IFA było związkiem piłkarskim dla całej Irlandii, ale po utworzeniu państwa irlandzkiego w tym kraju powstało Football Association of Ireland.
IFA jest pierwszym związkiem piłkarskim, który wprowadził rzut karny wymyślony przez Williama McCruma.